# Taïwanais (peuple)
Pour les articles homonymes, voir Taïwanais.
Les Taïwanais sont la population de Taïwan, soit l'île de Taïwan et les îles associées du territoire de la république de Chine. Le terme désigne également les natifs ou les habitants de l'île de Taïwan et de ses îles associées qui peuvent parler des langues sinitiques (mandarin, hokkien, hakka) ou des langues indigènes taïwanaises comme langue maternelle, mais qui partagent une culture et une identité nationale communes. Après le retrait du gouvernement de la république de Chine à Taïwan en 1949, les territoires effectivement contrôlés par le gouvernement se sont limités à l'île principale de Taïwan et aux Pescadores, dont l'administration est transférée du Japon en 1945, ainsi qu'à quelques îles périphériques de la province de Fuchien, dont les îles Kinmen et Matsu.
Le terme « Taïwanais » peut désigner de manière générale les populations autochtones de Kinmen et de Matsu, car elles partagent la même identité nationale que les habitants de Taïwan. Toutefois, les habitants des îles Kinmen et Matsu peuvent considérer que l'étiquette « taïwanaise » n'est pas exacte, car ces deux îles font légalement[Quoi ?] partie du Fujian et non de Taïwan. Ils conservent des identités culturelles distinctes de celles des Taïwanais et préfèrent être appelés respectivement Kinmenais et Matsunais,.

## Dans le monde

### Japano-taïwanais
De 1895 à 1945, l'île de Taïwan est contrôlée par l'Empire japonais en tant que colonie/dépendance. Elle était connue sous le nom de « Formose japonaise ». En raison de cette période de liens administratifs étroits entre Taïwan et le Japon, de nombreux Taïwanais vivent au Japon depuis plusieurs générations, comme Momofuku Ando, l'inventeur des « ramens (nouilles) instantanées », dont l'invention a été saluée par les Japonais comme l'une des plus grandes inventions nationales du pays.

## Liens
- Notices d'autorité :   - BnF (données)
  - LCCN
  - Israël
  - Tchéquie